# Светлое Рождество (фильм)
«Светлое Рождество» или «Белое Рождество» (англ. White Christmas) — музыкально-романтический рождественский фильм режиссёра Майкла Кёртиса, выпущенный в прокат американской киностудией Paramount Pictures 14 октября 1954 года; рекордсмен сборов среди американских фильмов 1954 года.

## Сюжет
Конец 1944 года (канун Рождества).
На руинах города где-то в Европе несколько солдат, один из которых, капитан Уоллес (в исполнении Бинга Кросби), был эстрадным артистом ещё «на гражданке», развлекают своих сослуживцев 151-й дивизии накануне наступления. Смех омрачает известие о том, что их любимый командир, боевой генерал-майор «Старик» Том Уэверли отправлен в отставку (по серьезному ранению или другой причине, а вместо него из Пентагона прислали другого командующего, собирающегося «закручивать гайки».
Проходит время. Вернувшийся на сцену Боб Уоллес и присоединившийся к нему другой солдат, рядовой Фил Дэвис (Дэнни Кей) пользуются большой популярностью на радио, в клубах и даже на Бродвее, становясь в конечном итоге не только исполнителями, но и продюсерами (к неудовольствию Дэвиса, упорно пытающегося женить старшего товарища и с тоской вспоминающего о менее горячем режиме в былые дни). Успешно запустив своё новое шоу «Давай поиграем», премировав и отпустив труппу на новогодние праздники, они собираются ехать в Нью-Йорк для переговоров, однако до этого, получив письмо за подписью сержанта-сослуживца Хейнса, тратят время на визит в отдалённый клуб, чтобы «проинспектировать» шоу его сестёр.

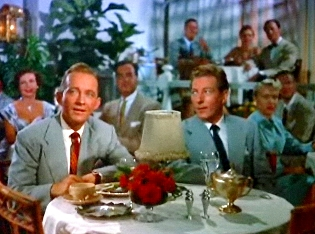
Бинг Кросби и Дэнни Кей

В ходе представления Фил замечает, что Боб заинтересовался Бетти Хейнс, в то время как ему самому пришлась по нраву её сестра Джуди (Вера-Эллен). Бетти и Джуди присоединяются к известным артистам за их столиком, интересуясь впечатлениями от своего выступления, откуда Фил приглашает Джуди на танец, чтобы дать Бобу и Бетти пообщаться наедине. Боб, впрочем, несмотря на свой интерес, несколько раздражён девушками, узнав от Бетти, что её сестра подделала письмо от своего брата, последние месяцы завязшего далеко на Аляске.
Джуди и Бетти, как и мужчины, закончив свои местные выступления, направляются в другой штат на «рождественские заработки»; четверо артистов расстаются, но не надолго. Сев на поезд, Боб обнаруживает, что его младший напарник «потерял билеты», а затем, уже заплатив на сидячие места в вагоне-ресторане, обнаруживает девушек в ранее забронированном для них самих купе. Выясняется, что Фил отдал билеты сестрам Хейнс, а через некоторое время он уговаривает и старшего товарища поехать вместе с ними в «покрытый снегом Вермонт», куда сёстры едут выступать по контракту в гостинице «Коламбия» в городке Пайн-Три.
Сойдя с поезда в Вермонте, все четверо обнаруживают полное отсутствие снега и даже облаков на небе, а экономка гостиницы признаётся им, что их заработок под угрозой. Тем временем, Уоллес и Дэвис обнаруживают, что владелец гостиницы — их бывший командир, генерал Том Уэверли, вложивший в неё все свои средства, но рискующий банкротством из-за отсутствия постояльцев, разочарованных погодой. Несмотря на кризис, военная гордость и упрямство не позволяют Уэверли обойтись лишь выплатой артисткам «компенсации за беспокойство» — по его просьбе они выступают перед практически пустым обеденным залом, а он обещает выплатить им полный гонорар. Стремясь помочь бывшему командиру «разогнать», Уоллес и Дэвис идут на затраты, вызывая в Вермонт большинство своей труппы, якобы для «репетиций в удобном сарае во все равно мертвый сезон», включая в них и Бетти с Джуди. Отношения обеих пар (Боб и Бетти, Фил и Джуди) постепенно развиваются в романтическом направлении.
Узнав, что уставший от проблем экс-генерал подавал прошение, чтобы вернуться в армию хотя бы инструктором, но получил отказ, Боб серьезно задумывается о том, как ободрить командира, показав ему, что он не забыт. Посоветовавшись с напарником, он звонит ещё одному бывшему сослуживцу, ныне успешному нью-йоркскому телепродюсеру Эду Гаррисону, чтобы телеобращением организовать общий сбор большинства 151-й дивизии как подарок-сюрприз для Уэверли. Гаррисон предлагает Уоллесу пустить это по общенациональному каналу, сделав заодно бесплатную рекламу самим артистам, от чего Боб только отмахивается, однако именно этот фрагмент разговора ухитряется подслушать экономка генерала Эмма Аллен. Поняв по ошибке, что гости пытаются сделать себе бесплатную рекламу за счёт хозяина, представив его самого на всю страну в жалком свете, она изливает эту «неслыханную весть» Бетти Хейнс; в шоке, та практически прерывает отношения с Бобом. В свою очередь неправильно поняв, что Бетти не хочет устраивать своё счастье, пока не «пристроена» сестра, Джуди уговаривает Фила изобразить их помолвку. Это лишь делает ситуацию хуже, и Бетти, получив предложение работы, срочно выезжает в Нью-Йорк.
Фил и Джуди признаются Бобу, что помолвка была фальшивой, и он едет вдогонку за Бетти в Нью-Йорк, где успевает увидеть её новое выступление и открыть ей правду о помолвке, но Эд Гаррисон отзывает Уоллеса раньше, чем он имеет шанс нормально поговорить и узнать, в чём причина охлаждения их собственных отношений.
Выступив по телевидению, Боб проникновенной песней обращается к ветеранам дивизии, приглашая их собраться вместе в Пайн-Три накануне Рождества для сюрприза командиру, в то время, как оставшийся в гостинице Фил по договорённости с ним изображает травму, чтобы отвлечь от телевизора генерала. Случайной удачей увидев это выступление, Бетти понимает свою ошибку и возвращается в Вермонт, чтобы помочь друзьям с шоу.
Сговорившись с домашними Уэверли на Рождество «отправить в чистку» оба его костюма, Уоллес и Дэвис вынуждают его вновь надеть форму, и входящего в зал гостиницы генерала внезапно для него приветствует вся его дивизия. Устроив целый концерт, в конце него герои замечают наконец-то начавшийся снегопад.

## В ролях

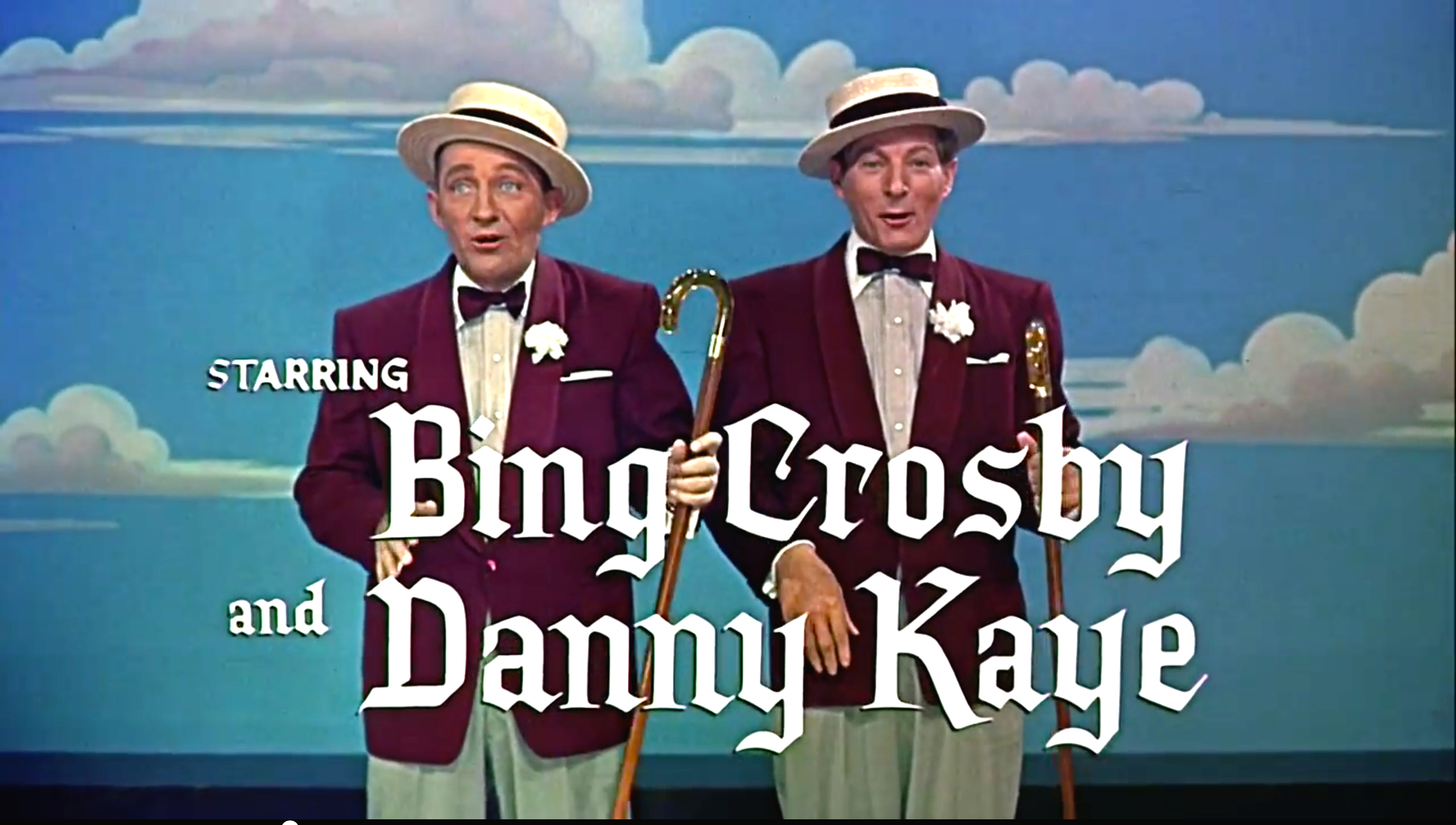

| Актёр                                            | Роль                            |
| ------------------------------------------------ | ------------------------------- |
| Бинг Кросби                                      | Боб Уоллес                      |
| Дэнни Кей                                        | Фил Дэвис                       |
| Дин Джаггер                                      | Генерал-майор Том Уэверли       |
| Розмари Клуни                                    | Бетти Хейнс                     |
| Вера-Эллен (вокал Труди Стивенс и Розмари Клуни) | Джуди Хейнс                     |
| Мэри Уикс                                        | Эмма Эллен                      |
| Энн Уитфилд                                      | Сюзан Уэверли (внучка генерала) |
| Джонни Грант                                     | Эд Гаррисон (нет в титрах)      |
| Айзек Стэнфорд Джолли                            | начальник станции               |
| Перси Хелтон                                     | проводник поезда                |
| Джордж Чакирис, Джон Браша, Бэрри Чейз           | танцоры                         |

## Особенности производства

### Финансирование
Финансирование фильма было обеспечено Бингом Кросби и Ирвингом Берлиным (обеспечившим вместе половину его бюджета) в партнёрстве с кинокомпанией Paramount Pictures.

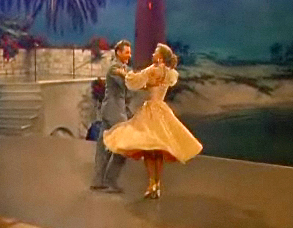
Дэнни Кей и Вера-Эллен

### Исполнители
«Светлое Рождество» было исходно задумано в начале 1950-х годов как третья общая работа Бинга Кросби и Фреда Астера по произведениям Ирвинга Берлина (двумя предыдущими были «Праздничная гостиница» 1942 года, где впервые была исполнена песня White Christmas, и «Голубые небеса» 1946 года). На тот момент запуск проекта, однако, был сорван уходом исполнителей обеих главных ролей. Астер решил не участвовать в нём после прочтения сценария, а вскоре и вообще закончил сотрудничество с Paramount; Кросби же был вынужден уйти, чтобы проводить больше времени со своими четырьмя детьми после смерти от рака его жены Дикси Ли. К концу января 1953 года Кросби смог вернуться к работе, а для замены в фильме Фреда Астера был найден Дональд О’Коннор. Непосредственно перед началом съёмок О’Коннор был вынужден выйти из проекта по болезни, и окончательным исполнителем роли Фила Дэвиса стал Дэнни Кей, оговоривший себе за работу гонорар в 200 тысяч долларов плюс 10 % сборов фильма в прокате.
В качестве «эпизодников» (зачастую даже не упомянутых в титрах) в фильме был задействован ряд исполнителей, малоизвестных на тот момент, но достигших славы вскоре после этого, включая танцоров Бэрри Чейз, Джона Брашу и будущего лауреата «Оскара» Джорджа Чакириса. На фотографии «веснушчатого и страшненького» сержанта Бенни Хейнса, брата главных героинь, запечатлён в военной форме Карл Суитцер, основная популярность которого пришлась на начало 1940-х годов в качестве ребёнка-актёра.

### Съёмки и озвучивание
Большая часть съёмок кинокартины была проведена в течение осени 1953 года. Фильм стал первым опытом практического использования Paramount двух новых технологий: VistaVision (позволявшей получать более качественные широкоэкранные негативы с использованием той же 35-миллиметровой плёнки) и «квази-стерео» системы направленного проигрывания монофонического саундтрека Perspecta.

## Музыкальные номера в фильме
- «White Christmas»
- «The Old Man»
- Попурри «Heat Wave»[англ.] / «Let Me Sing and I’m Happy» / «Blue Skies»[англ.]
- «Sisters»[англ.]
- «The Best Things Happen While You’re Dancing»
- «Sisters (reprise)»
- «Snow»
- Попурри «I’d Rather See a Minstrel Show»/«Mister Bones»/«Mandy»
- «Count Your Blessings Instead of Sheep»[англ.]
- «Choreography»
- «The Best Things Happen While You’re Dancing (reprise)»
- «Abraham»
- «Love, You Didn’t Do Right By Me»
- «What Can You Do with a General?»
- «The Old Man (reprise)»
- «Gee, I Wish I Was Back in the Army»
- «White Christmas (finale)»

Все песни к фильму были написаны (как музыка, так и слова) Ирвингом Берлином, при этом часть из них была изначально созданы для других проектов и уже успели получить известность.
Заглавная песня картины, White Christmas, была исходно написана для «Праздничной гостиницы» (1942), принеся ему на награждении 1943 года «Оскар» за лучшую музыку к фильму и являясь в одним из бестселлеров экстрадного репертуара Бинга Кросби. «Snow» была исходно написана под названием Free' для мюзикла Call Me Madam и использована здесь с некоторой адаптацией текста под тематику; What Can You Do with a General? — была создана для так и не поставленного проекта Stars on My Shoulders.
Из главных исполнителей самостоятельно пели трое — за исключением Веры-Эллен, сыгравшей Джуди Хейнс. Большинство партий за последнюю исполнила Труди Стивенс, за исключением дуэта Sisters, обе партии которого были исполнены Розмари Клуни.

## Оценка фильма аудиторией, киноинституциями и критиками
«Светлое Рождество» пользовалось большой популярностью среди зрителей. Только в ходе первоначального кинопроката в США фильм собрал около 12 миллионов долларов, с большим отрывом став рекордсменом сборов года. С добавлением последующего выпуска на носителях, видеопроката и т. п., даже без поправки на инфляцию, фильм заработал в США не менее 30 миллионов долларов.
Подобно песне White Christmas и некоторым другим кинохитам Берлина, песня Count Your Blessings Instead of Sheep была номинирована на премию «Оскар» за лучшую песню к фильму и была включена выборщиками Американской киноакадемии в её шорт-лист, однако приз года достался заглавной песне из «Трёх монет в фонтане» Жана Негулеско.